# Tour della nazionale maschile di rugby a 15 dell'Argentina 2006
Tra il 2004 e il 2007 l'Argentina effettuò una serie di minitour in preparazione alla Coppa del Mondo di rugby 2007 in Francia, competizione nella quale si classificò terza assoluta, miglior risultato di sempre dei Pumas nella competizione.
Nel 2006 l'Argentina è la vera protagonista dell'"Autumn International" : lo storico successo di Twickenham con l'Inghilterra, grazie ad un grande Todeschini, la vittoria con L'italia e la sconfitta di misura con la Francia portano l'Argentina tra le prime 5 squadre al mondo.
| Londra 11 novembre 2006 | Inghilterra | 18 – 25 | Argentina | Twickenham |

| Roma 18 novembre 2006 | Italia | 16 – 23 | Argentina | Stadio Flaminio |

| Saint-Denis 25 novembre 2006 | Francia | 27 – 26 | Argentina | Stade de France |